# Comité Olímpico de São Tomé e Príncipe
Het Comité Olímpico de São Tomé e Príncipe (COSTP) is het Nationaal Olympisch Comité van Sao Tomé en Principe. Het COSTP vertegenwoordigt alle Santomese atleten op de Olympische Spelen en Olympische Jeugdspelen. Het COSTP werd in 1979 opgericht en in 1993 officieel erkend door het Internationaal Olympisch Comité; in 1996 deed het land voor het eerst mee aan de Olympische Spelen.
Het hoofdkantoor van de organisatie is gevestigd aan de 'Quinta de Santo António' in Sao Tomé. Anno 2011 is oud-minister João Manuel da Costa Alegre Afonso de voorzitter van het COSTP en Antonio Menezes da Trindade secretaris-generaal.